# Международное общество сознания Кришны в Венгрии
Международное общество сознания Кришны (ИСККОН) начало свою деятельность на территории Венгрии в конце 1970-х годов. В 1989 году Венгерское общество сознания Кришны получило официальную регистрацию. Венгерский ИСККОН развернул активную миссионерскую деятельность, результаты которой не заставили себя долго ждать: к 1993 году более половины граждан Венгерской Республики узнали о существовании кришнаитов.

## История

### Проповедь в коммунистической Венгрии
Первые кришнаитские проповедники прибыли в Венгрию в конце 1970-х годов. В середине 1980-х годов наступила вторая волна миссионерской деятельности. С 1987 года Венгрию начал регулярно посещать кришнаитский гуру-проповедник, канадец венгерского происхождения Шиварама Свами. В стране появилась первая кришнаитская община, движению вайшнавов наконец-то удалось пустить корни на венгерской земле.

### Официальная регистрация ИСККОН и начало активной миссионерской деятельности (1989)
В 1989 году венгерский ИСККОН получил официальную регистрацию как религиозная организация «Общество венгерских преданных сознания Кришны». Заявку на регистрацию тогда подали 50 венгерских последователей ИСККОН.
Получив официальный статус, кришнаиты развернули активную миссионерскую работу, результаты которой не заставили себя долго ждать: в 1993 году социологические опросы показали, что половина населения Венгрии знала о кришнаитах и их деятельности. Как отмечала в 1995 году социолог Жужа Хорват, реакция венгров на появление кришнаитов была неоднозначной: в то время как одна часть венгерского общества восприняла кришнаитов с симпатией, другая — с недоверием и даже неприязнью.

### Религиозная ситуация в Венгрии в 1990-е годы
В апреле 1990 года в Венгрии был принят закон о религии, устанавливавший процедуру регистрации религиозных организаций, которая по своей сути мало чем отличалась от процедуры регистрации политических партий и общественных объединений. Требования к религиозным объединениям, желавшим получить легальный статус, были чисто формальными (так, для получения регистрации было достаточно иметь 100 последователей). Принятие столь либерального закона привело к правовому признанию множества новых религиозных объединений самого разного толка. В их числе оказались такие «церкви», как «Венгерская ассоциация ведьм», группа «верующих в НЛО», а также коммерческие проекты и группы с крайне сомнительной репутацией.
Как новые, так и традиционные религиозные объединения оказались равны перед законом, который, в частности, предусматривал для всех официально зарегистрированных религиозных организаций право на государственное финансирование благотворительной и образовательной деятельности. Закон (в особенности установленный им процесс регистрации) немедленно стал объектом критики со стороны представителей «традиционных церквей», которые были возмущены тем, что оказались в одной правовой категории с «сектами».

### Противостояние ИСККОН и венгерского антикультового движения

#### Геза Немет против ИСККОН: борьба главного антикультиста Венгрии против кришнаитов (1991—1995)
Активная миссионерская деятельность кришнаитов вызвала беспокойство у представителей проникшего в Венгрию западного антикультового движения. После того, как в 1990—1992 годах венгерский ИСККОН с размахом провёл крупные летние религиозные фестивали, пастор Венгерской реформатской церкви Геза Немет развернул в прессе активную антикришнаитскую кампанию. Благодаря его усилиям, антикришнаитские статьи вышли в печатных СМИ самого широкого спектра: как в проправительственных, так и в оппозиционных изданиях, как в солидных и уважаемых газетах и журналах, так и в жёлтой прессе. Подобно своим американским коллегам-антикультистам, Немет обвинял ИСККОН в промывании мозгов и разрушении семей. Немет утверждал, что присоединившись к ИСККОН, венгры утрачивали национальное самосознание, попадали в рабство к руководителям «секты», становились жертвами обмана, «психологического террора» и «агрессивных психотехнологий».
Руководство Венгерской реформатской церкви не поддержало Немета в его антисектантской деятельности: в 1992 году президент церковного совета заявил, что Немет не имел права выступать от имени Церкви. Месяц спустя, при содействии двух протестантских пасторов, Немет основал организацию «Группа помогающих друзей», которая стала «венгерской версией антикультового движения». Немет и его сторонники объявили своими основными целями «раскрытие информации» о сектах, «оповещение правоохранительных органов», создание государственного ведомства, которое занималось бы приёмом жалоб на деятельность «деструктивных сект». «Друзья» также заявили о намерении решительно выступить «против теле- и радио- передач, занимающихся пропагандой этих сект», а также «нейтрализовать опасное для национальной безопасности экономическое и политическое проникновение» сект в жизнь венгерского общества.
В начале 1993 года Немет предложил комитету представителей 36 действовавших в Венгрии церквей «дистанцироваться» от ИСККОН и «других опасных религиозных групп». Комитет, однако, отверг это предложение антикультиста. Тогда же в поддержку новосозданного объединения венгерских антикультистов высказалась Давид Иболья — венгерский политик из правоцентристской христианско-демократической партии «Венгерский демократический форум», будущий Министр юстиции Венгрии. В том же 1993 году в рядах «друзей» произошёл разлад: один из трёх отцов-основателей организации, баптистский пастор Дёжё Добнер, покинул её ряды. Своё решение он объяснил тем, что Геза Немет «боролся не против сектанских симптомов, а против сект, и так и не помог никому из родителей [молодых людей, попавших в секты]».
Летом 1993 года представители гонимых религиозных меньшинств нанесли ответный удар, подав на Немета в суд за клевету. Суд признал вину Немета, постановив, что в статье «Крестовый поход современности», опубликованной в газете Mai nap, он «своими ложными утверждениями ущемил права истца». Немет подал апелляцию, которая в начале 1994 года была отклонена вышестоящим судом. За несколько месяцев до этого, в сентябре 1993 года, Немет организовал конференцию, посвящённую теме сект. Он лично составил список приглашённых (включив в него только устраивавших его лиц) и выбрал темы для обсуждения. Когда на конференции пожелала выступить известный венгерский социолог религии Жужа Хорват, ей было отказано в этой чести. Венгерские кришнаиты не обошли вниманием затею своего главного противника, устроив у входа в помещение, в котором проходило мероприятие, «трёхдневную мирную музыкальную демонстрацию».
Геза Немет умер в 1995 году. Публицист Андрас Балинт в некрологе Немета описал его как «странствующего проповедника … несомненно действовавшего с благими намерениями» и в своё время оказавшего поддержку трансильванским беженцам и молодым наркоманам. Иштван Камараш, в свою очередь, писал в 1997 году: 
…этот пастор, призывавший к единству христианских церквей, называл Мартина Лютера Кинга и Махатму Ганди своими примерами для подражания. Почему именно он начал антикультовую кампанию? Мог бы ли он сделать это без массированной поддержки? Возможно, что после смены политического режима, он, подобно другим, испытал разочарование во многих новых ценностях, стандартах и традициях, захлынувших страну с появлением свободы. Часто во главе этого [потока] оказывались религиозные и духовные движения. Для обычного человека трудно отличить ценное от деструктивного, подлинное от подделки, провести линию между теми вещами, которые можно принять в сердце, и теми, которые могут быть только навязаны нам.
Камараш также выразил мнение, что после падения коммунистического режима, у венгров для поддержания своего национального самосознания возникла необходимость в новом враге. Немет и его сторонники объявили этим врагом западный мир с его либерализмом и «сектами», неумолимо проникающими с Запада на Восток. В их понимании, ИСККОН и другие «секты» «подавляли и ослабляли национальные ценности».

#### Антикультистские законодательные инициативы и кампания протеста против них (1993—1994)
Вслед за Неметом с антисектантской инициативой выступил пастор Венгерской реформатской церкви Альберт Тот, представлявший в парламенте Венгерский демократический форум. Он предложил парламентскому комитету по правам человека внести поправки в закон о религии, которые бы признали ИСККОН, Свидетелей Иеговы, Церковь саентологии и Церковь Объединения (религиозные организации, проповедовавшие, по мнению Тота, «деструктивные идеологии») «деструктивными сектами». Принятие этих поправок лишило бы эти религиозные организации легального статуса, что, в свою очередь, привело бы к прекращению государственного финансирования их деятельности. Ведь согласно венгерским законам, все официально зарегистрированные религиозные объединения имели право на получение от государства финансовой поддержки своей деятельности в области образования и благотворительности. Политическое влияние венгерских антикультистов оказалось достаточно сильным и инициатива Альберта Тота была поддержана большинством венгерских парламентариев: 19 марта 1993 года парламент объявил ИСККОН, Свидетелей Иеговы, Церковь саентологии и Церковь Объединения «деструктивными сектами». Вслед за инициативой Альберта Тота, в конце марта того же 1993 года антикультисты предложили новые поправки в закон о религии, устанавливавшие два основных требования для религиозных организаций, желающих получить легальный статус: 10 000 венгерских последователей или деятельность на территории Венгрии на протяжении не менее 100 лет.
Эти антикультисткие инициативы вызвали волну протеста как в Венгрии, так и за её пределами. В апреле 1993 года венгерские кришнаиты и Европейский департамент ИСККОН по связям с общественностью развернули международную кампанию протеста, в рамках которой, в частности, прошёл сбор подписей против принятия поправок. За короткий срок удалось собрать 63 000 подписей венгерских граждан. В апреле кришнаиты преподнесли вице-спикеру парламента петицию в свою поддержку, подписанную 140 известными публичными фигурами. Вслед за этим более 50 политиков, учёных и религиозных лидеров со всего мира направили ноты протеста премьер-министру и спикерам обеих палат венгерского парламента. Организованная кришнаитами кампания протеста имела успех: поправки так и не были рассмотрены парламентом. Как отмечал венгерский юрист Балаж Шанда, выдвижение этих законодательных инициатив привело к широкому обсуждению в венгерском обществе темы статуса религиозных организаций.
В марте 1994 года кришнаиты одержали ещё одну победу: венгерский парламент проголосовал за то, чтобы вернуть ИСККОН в число легальных и законопослушных религиозных объединений, имевших право на государственное финансирование. Парламент не только снял с ИСККОН клеймо деструктивной секты, но и выразил признание религии кришнаитов, особо отметив их заслуги в области благотворительности. В то же самое время парламент решил отказать в финансовой поддержке другим 11 религиозным организациям, квалифицировав 3 из них как «деструктивные секты».

#### Изменения в системе государственного финансирования религиозных организаций
С 1997 года в Венгрии начала действовать новая система государственного финансирования официально зарегистрированных религиозных объединений. В период с 1997 по 2001 год прямое государственное финансирование было постепенно свёрнуто. Согласно новой системе, налогоплательщики получили право по своему выбору направлять 1 % от уплачиваемых налогов в пользу любой из зарегистрированных религиозных организаций. По оценке венгерского юриста Балажа Шанды, новая система финансирования оказалась более выгодной для новых религиозных групп и менее выгодной для малых традиционных религиозных объединений.
В декларациях по итогам 1997 года (первого года действия новой системы) 478 181 венгерских граждан воспользовались возможностью финансировать религиозные организации. В 1998 году их число оказалось несколько выше — 489 498, или 10,25 % от общего числа налогоплательщиков. По мнению Балажа Шанды, новая система не приобрела популярности в основном потому, что процесс заполнения и подачи соответствующего приложения к налоговой декларации был довольно сложным. Интересно, что число людей, воспользовавшихся возможностью направить часть денег от своих налогов в пользу какой-либо религии, в процентном отношении было примерно равным числу верующих, регулярно посещавших места религиозного культа (около 10 % экономически активного населения Венгрии).
В 1997 году венгерские налогоплательщики в общей сложности поддержали 59 религиозных организаций. Конфессиональные предпочтения венгерских граждан распределились следующим образом: 66,7 % налогоплательщиков отдали свои деньги Католической церкви; 19,1 % — Реформатской церкви; 5,7 % — Лютеранской церкви; четвёртой по популярности деноминацией оказалась церковь евангельских христиан-баптистов. ИСККОН оказался на 8-м месте — кришнаитов согласилось поддержать 1158 венгерских налогоплательщиков. Для сравнения, пять различных православных церквей в общей сложности поддержало 897 человек, саентологов — 830, пять буддийских религиозных организаций — 1902 человека, мусульмане получили поддержку лишь 20 налогоплательщиков.
В декларациях по итогам 1998 года налогоплательщики в общей сложности финансово поддержали 70 религиозных объединений. На этот раз венгры оказались значительно более благосклонны к кришнаитам: направить часть своих налогов в пользу последователей Кришны согласилось 5673 человека (1,16 % от общего числа «религиозных» деклараций) — почти в 5 раз больше, чем в предыдущем году. Поддержка буддистов и мусульман также заметно выросла: в пользу первых было заполнено 3990 деклараций, а в пользу вторых — 181. По сравнению с предыдущим годом, ИСККОН переместился с 8-го на 5-е место по популярности среди религиозных конфессий Венгрии, опередив даже «традиционную» иудейскую общину, получившую поддержку 5114 налогоплательщиков. Однако, в последующие годы ИСККОН несколько сдал свои позиции: в 1999 году кришнаитов поддержало 5523 налогоплательщика (6-е место), в 2000 году — 4432 (7-е место), в 2001 — 5094 (снова 7-е место или 0,95 %).

### Новый закон о религии 2011 года
В 2011 году венгерский ИСККОН снова оказался под угрозой потери своего официального религиозного статуса. В июле венгерский парламент без особого обсуждения одобрил новый закон о религии, называвшийся «Закон о праве на свободу сознания и религии, о церквях, религиях и религиозных сообществах». Согласно этому закону, только 14 из зарегистрированных на тот момент 362 религиозных организаций получали официальное признание. Это были традиционные для Венгрии христианские церкви и религиозное объединение иудеев, в то время как кришнаиты, буддисты, мусульмане, пятидесятники, адвентисты, методисты, Свидетели Иеговы, а также организации, представлявшие реформистский иудаизм, оказывались за бортом.
Правозащитники, а также представители ИСККОН и других религиозных меньшинств, расценили принятие нового закона как попытку ограничить в стране религиозную свободу. Так, американская правозащитная организация «Институт религии и общественной политики» назвала его «наиболее вопиющим примером наметившейся в Венгрии тревожной тенденции нарушения прав человека». Венгерские правозащитники написали открытое письмо, в котором выступили с критикой закона.

## Научное исследование ИСККОН в Венгрии
Как отмечал в 2004 году Балаж Шанда, в Венгрии трудно найти фактически точную и нейтральную информацию об ИСККОН и других малоизвестных широкой публике религиозных группах. Основными источниками служат сами религиозные организации, предоставляющие сведения о себе или о других религиозных объединениях. Такого рода источники, утверждает Шанда, нельзя назвать нейтральными и достоверными.
Шанда отмечает, что прорывом на этом фронте стало социологическое исследование венгерского ИСККОН, выполненное в 1990-е годы социологом, католиком по вероисповеданию Иштваном Камарашем. В этой работе, опубликованной в виде монографии в 1998 году, Камараш представил социографию движения кришнаитов в Венгрии. Труд Камараша получил лестные отзывы не только от коллег-учёных, но и от самих кришнаитов, которые заявили, что до выхода в свет книги Камараша, «в мире не существовало публикации об ИСККОН такого [высокого] качества».